# Caussade
 Caussade  (en occitano Caussada) es una población y comuna francesa, en la región de Mediodía-Pirineos, departamento de Tarn y Garona, en el distrito de Montauban. Es el chef-lieu del cantón de Caussade.
Está hermanada con la ciudad española de Calahorra.

## Demografía
| 4782 | 5368 | 5548 | 5933 | 6009 | 5971 |
| Para los censos de 1962 a 1999 la población legal corresponde a la población sin duplicidades (Fuente: INSEE [Consultar]) |      |      |      |      |      |